# Modul de elasticitate cubică

Ilustrarea compresiunii uniforme

În fizică modulul de elasticitate cubică, K, este o măsură a deformațiilor elastice a volumului unui material și este definit prin raportul dintre diferența (infinitezimală) a creșterii presiunii la care este supus materialul și descreșterea (infinitezimală) a volumului său.
Alte module descriu deformările materialului la alte tipuri de tensiuni: modulul de elasticitate transversal descrie răspunsul la tensiunea tangențială, iar modul de elasticitate longitudinal descrie răspunsul la tensiunea normală (întindere sau compresiune pe lungime). Pentru un fluid, doar modulul de elasticitate cubică are sens. Pentru un solid anizotrop, cum ar fi lemnul sau hârtia, aceste trei module nu conțin suficiente informații pentru a-i descrie comportamentul și trebuie folosită legea lui Hooke generalizată completă. Inversului modulul de elasticitate cubică se numește compresibilitate. Pentru lichide, modulul de elasticitate cubică se definește la temperatură constantă, iar pentru gaze la entropie constantă..

## Definiție
Modulul de elasticitate cubică, {\displaystyle K}, care este de obicei pozitiv, poate fi definit formal prin ecuația
{\displaystyle K=-V{\frac {dp}{dV}},}
unde {\displaystyle p} este presiunea, {\displaystyle V} este volumul inițial al substanței, iar {\displaystyle dp/dV} este derivata presiunii în funcție de volum.  Deoarece volumul este invers proporțional cu densitatea, rezultă că
{\displaystyle K=\rho {\frac {dp}{d\rho }},}
unde {\displaystyle \rho } este densitatea inițială iar {\displaystyle dp/d\rho } este derivata presiunii în funcție de densitate. Inversului modulul de elasticitate cubică este compresibilitatea substanței.
Strict vorbind, modulul de elasticitate cubică este o mărime termodinamică, iar pentru a specifica un modul de elasticitate cubică este necesar să se precizeze modul în care presiunea variază în timpul compresiei: la temperatură constantă, entropie constantă sau în alte condiții. Pentru lichide se folosește compresibilitatea izotermă (adică la temperatură constantă). La gaze efectele compresibilității sunt mult mai importante, astfel că pentru ele se folosește compresibilitatea izentropică (la o transformare izoentropică, adică la o transformare la entropie constantă) sau compresibilitatea adiabatică, adică la o transformare a sistemului termodinamic fără schimb de căldură cu exteriorul).
Pentru gazele ideale o transformare izoentropică este descrisă de relația 
{\displaystyle pV^{\gamma }=} constant {\displaystyle \Rightarrow p} este proporțională cu {\displaystyle \left({\frac {1}{V}}\right)^{\gamma }=\rho ^{\gamma },}
unde {\displaystyle \gamma } este exponentul adiabatic. Prin urmare, modulul de elasticitate cubică izentrop, {\displaystyle K_{S},} este dat de
{\displaystyle K_{S}=\gamma p.}
Similar, o transformare izotermică a unui gaz ideal este descrisă de relația
{\displaystyle pV=} constant {\displaystyle \Rightarrow p} este proporțională cu {\displaystyle {\frac {1}{V}}=\rho ,}
Prin urmare, modulul de elasticitate cubică izoterm, {\displaystyle K_{T},} este dat de
{\displaystyle K_{T}=p} .
Dacă gazul nu este ideal, aceste ecuații dau doar o aproximare a modulului de elasticitate cubică. Într-un fluid, modulul de elasticitate cubică {\displaystyle K} și densitatea {\displaystyle \rho } determină viteza sunetului {\displaystyle c,} conform formulei Newton-Laplace
{\displaystyle c={\sqrt {\frac {K}{\rho }}}.}
La solide, {\displaystyle K_{S}} și {\displaystyle K_{T}} au valori foarte asemănătoare. În solide pot să apară și unde transversale, motiv pentru care la determinarea vitezei sunetului în acestea este necesar un modul elastic suplimentar, cel de elasticitate transversal.

## Valori pentru diferite materiale
| Materiale comune        | Modulul de elasticitate cubică [GPa] |  | Alte materiale        | Modulul de elasticitate cubică                     |
| ----------------------- | ------------------------------------ |  | --------------------- | -------------------------------------------------- |
| Diamant (la 4K)         | 443                                  |  | β-nitrură de carbon   | 427±15 GPa (prezis)                                |
| Alumină (faza γ)        | 162 ± 14                             |  | Apă                   | 2.2 GPa                                            |
| Oțel                    | 160                                  |  | Metanol               | 823 MPa (la 20 °C și 1 atm)                        |
| Calcar                  | 65                                   |  | Heliu solid           | 50 MPa (aprox.)                                    |
| Granit                  | 50                                   |  | Aer                   | 142 kPa (adiabatic sau izentropic)                 |
| Sticlă                  | 35 – 55                              |  | Aer                   | 101 kPa (izoterm)                                  |
| Grafit 2H (cristalizat) | 34                                   |  | Univers (spațiu-timp) | 4.5×1031 Pa (pentru unde gravitaționale de 100 Hz) |
| Clorură de sodiu        | 24.42                                |  |                       |                                                    |
| Șisturi cristaline      | 10                                   |  |                       |                                                    |
| Cretă                   | 9                                    |  |                       |                                                    |
| Cauciuc                 | 1.5 – 2                              |  |                       |                                                    |
| Gresie                  | 0.7                                  |  |                       |                                                    |